# Cophura cora
Cophura cora är en tvåvingeart som beskrevs av Pritchard 1943. Cophura cora ingår i släktet Cophura och familjen rovflugor. Inga underarter finns listade i Catalogue of Life.